# Franière
Franière is een plaats en deelgemeente van de Belgische gemeente Floreffe in de provincie Namen, het was een zelfstandige gemeente tot aan de gemeentelijke herindeling van 1977.

## Demografische ontwikkeling
- Bronnen:NIS, Opm:1831 tot en met 1970=volkstellingen, 1976= inwoneraantal op 31 december

Deelgemeenten: Floreffe · Floriffoux · Franière · Soye

Overige dorpen: Buzet · Sovimont

Belgische gemeenten · arrondissement Namen · provincie Namen · Wallonië